# Азійський флот США
Азійський флот США (англ. Asiatic Fleet) — флот у складі ВМС США у першій половині XX століття.
Під час Другої світової війни флот виконував функції по захисту Філіппін.

## Створення
Спочатку флот був створений на основі Азійської ескадри, отримавши статус флоту в 1902 році. У 1907 році флот став Першою ескадрою Тихоокеанського флоту США. Проте 28 січня 1910 року кораблі цієї ескадри знову були реорганізовані в Азійський флот.
Таким чином, Азійський флот залишався організаційно незалежним від Тихоокеанського флоту США, який базувався на західному березі Сполучених Штатів і в 1940 році був переміщений до Перл-Гарбору.

## 1902–1941
У 1904 році зі складу флоту були виключені і відведені з Далекого Сходу всі лінкори. У його складі залишилися лише канонерські човни що патрулювали річку Янцзи в складі Патруля Янцзи.
У 1922 році, коли Атлантичний флот США був реорганізований в Розвідувальний флот, в обов'язки Азійського флоту були включені захист Філіппіни і Гуаму, а також підтримка Політики відкритих дверей в Китаї.

## Друга світова війна
До середини 1941 року, коли президент Рузвельт ввів ембарго на продаж металобрухту Японії, всі крупні кораблі флоту були виведені з Китаю, а штаб флоту з 21 жовтня 1940 року перебрався до Маніли. Командиром флоту на той момент був адмірал Томас Чарльз Харт, який прийняв командування Азійським флотом США 25 липня 1939 року. Стосунки з Японією вже стали напруженими через безперервну японську агресіюв Китаї і потоплення японцями американської канонерки «Панай» на річці Янцзи півтора року тому.
Флот базувався на військово-морській базі у Кавіте і військово-морській станції Олонгапо. 22 липня була обладнана і також стала використовуватися військово-морська База Марівелес.
В разі війни, на свій розсуд, адмірал Харт мав повноваження відступити в Індійський океан.